# Tramvajová doprava v Hamburku

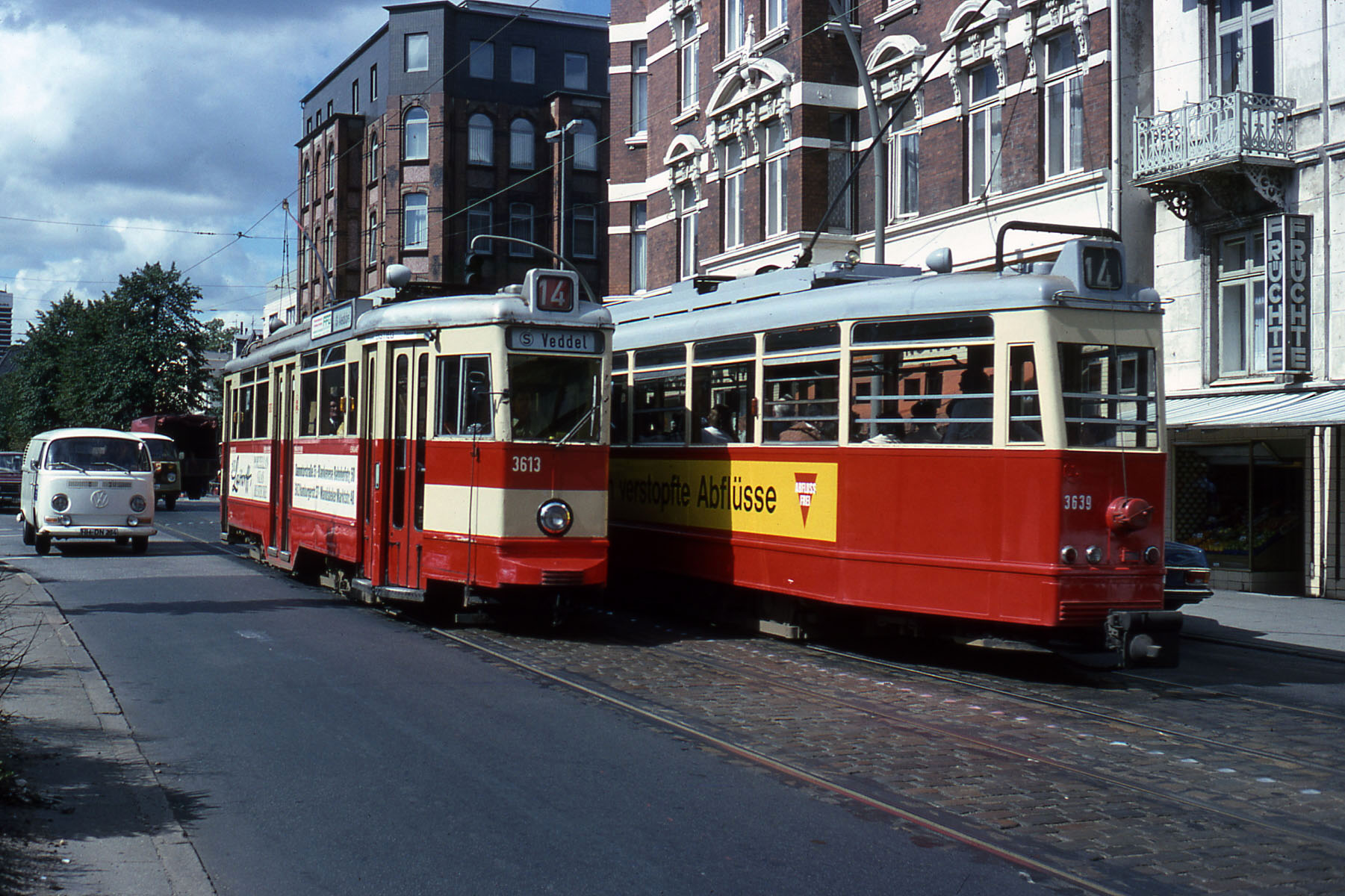
Tramvajový provoz v Hamburku v 70. letech 20. století na lince 14

Síť tramvajové dopravy v Hamburku byla jedním z nejstarších a největších tramvajových systémů v Německu.

## Historie
Koněspřežná tramvaj o normálním rozchodu 1435 mm zde zahájila provoz roku 1866, o dvanáct let později začala v Hamburku jezdit parní tramvaj. Provoz elektrických tramvají započal v roce 1894 na okružní lince kolem středu města. Použito bylo napájecí napětí 500 V, které bylo později změněno na 550 V. Na svém vrcholu se síť ocitla v 50. letech 20. století, např. v roce 1955 bylo v provozu 19 linek. Jako u mnoha tramvajových provozů v západním bloku bylo však později rozhodnuto o náhradě autobusy. Roku 1957 byly uvedeny do provozu poslední nové vozy a už o rok později se městský senát rozhodl ukončit tramvajový provoz. Během šedesátých a sedmdesátých let byly postupně uzavírány jednotlivé tratě. Roku 1965 jezdilo dvanáct linek, v roce 1970 jedenáct, o čtyři roky později už jen pět a roku 1978 už jen linka číslo 2, která ukončila svůj provoz 30. září toho roku.
Několikrát se v důsledku renesance tramvají doufalo v obnovení v rychlodrážní podobě, avšak dosud se tak nestalo.

## Vozidla
Od zavedení elektrické trakce byl u vozidel používán městský nátěr s červenou barvou pod úrovní oken a bílo-béžovým schématem výše. Některé novější stroje měly bílo-béžový pruh uprostřed červené plochy. Soupravy na vytíženějších spojích využívaly vlečný vůz, výjimkou byla série problémových tříčlánkových vozů z 50. let o délce 17,275 m. Tramvaje měly nad oknem řidiče okénko pro číslo linky a pod ním název konečné zastávky. Do vozidel se nastupovalo třemi skládacími dveřmi. Všechny novější tramvaje měly jeden reflektor. Přestože se už v padesátých letech začalo jezdit na pantograf, v Hamburku byly stále stavěny vozy s tyčovými sběrači, se kterými se manipulovalo na zadním čele pomocí ručního rumpálu, jenž ovládal lano vedoucí k sběrači. Výjimkou byl pouze jeden vůz PCC 3060 z roku 1951, který přijímal proud přes polopantograf. Tento stroj byl zároveň jedinou tramvají koncepce PCC vyrobenou v Západním Německu. Pocházel z belgické série PCC 7000/7100. Později odcestoval do Kodaně a nakonec do Bruselu. Po skončení provozu se některé vozy ocitly v tramvajovém muzeu Skjoldnæesholm na pláži Schoenberger (severovýchodně od Kielu) v Dánsku nebo v podzemním železničním depu Barmbek Hamburger Hochbahn.